# 11785 Мігаік
11785 Мігаік (11785 Migaic) — астероїд головного поясу, відкритий 2 січня 1973 року.
Тіссеранів параметр щодо Юпітера — 3,316.